# گونیب (شهرستان)
گونیب (به روسی: Гунибский район)،(آواری: Гъуниб мухъ) شهرستانی است در مرکز جمهوری داغستان روسیه. مرکز اداری این شهرستان دهکدهٔ گونیب است. این دهکده در ساحل رودخانهٔ قره کویسو در ارتفاع ۱۶۰۰ متری از سطح دریا قرار دارد. این دهکده با مرکز داغستان، مخاچ قلعه، ۱۵۰ کیلومتر و با نزدیک‌ترین ایستگاه راه آهن در بویناکسک ۱۲۰ کیلومتر فاصله دارد. این شهرستان شامل ۱۸ بخش است. این شهرستان در سال ۱۹۲۸ بر پا گردید. فرماندار این شهرستان پاخرودین عمروویچ ماگمدف است. ساکنان این شهرستان از قوم آوار هستند.